# Bistum Katiola
Das Bistum Katiola (lat.: Dioecesis Katiolaensis) ist eine in der Elfenbeinküste gelegene römisch-katholische Diözese mit Sitz in Katiola. Es umfasst das Département Ferkessédougou in der Region Savanes und die Départements Katiola und Dabakala in der Region Vallée du Bandama.

## Geschichte
Papst Pius X. gründete mit der Apostolischen Konstitution Eius successores am 13. November 1958 die Apostolische Präfektur Korhogo aus Gebietsabtretungen des Apostolischen Vikariats Elfenbeinküste. Sie wurde am 15. Mai 1952 zum Apostolischen Vikariat erhoben.
Mit der Bulle Dum tantis  wurde es am 14. September 1955 zum Bistum erhoben, das dem Erzbistum Abidjan als Suffragandiözese unterstellt wurde. Am 19. Dezember 1994 wurde es Teil der Kirchenprovinz des Erzbistums Korhogo.
Teile seines Territoriums verlor es zugunsten der Errichtung folgender Bistümer:
- 13. September 1963 an das Bistum Abengourou;
- 15. Oktober 1971 an das Bistum Korhogo.

## Ordinarien

### Apostolische Präfekten von Korhogo
- Pietro Maria Kernivinen SMA (1911–1921)
- Joseph Diss SMA (8. Juli 1921 – 1. Oktober 1938)
- Edmond Édouard Wolff SMA (1939 – 4. August 1939)
- Louis Wach SMA (9. Februar 1940–1947)
- Émile Durrheimer SMA (17. Oktober 1947 – 15. Mai 1952)

### Apostolischer Vikar von Katiola
- Émile Durrheimer SMA (15. Mai 1952 – 14. September 1955)

### Bischöfe von Katiola
- Émile Durrheimer SMA (14. September 1955 – 7. Juli 1977)
- Jean-Marie Kélétigui (7. Juli 1977 – 10. Oktober 2002)
- Marie-Daniel Dadiet (10. Oktober 2002 – 12. Mai 2004, dann Erzbischof von Korhogo)
- Ignace Bessi Dogbo (19. März 2004 – 3. Januar 2021, dann Erzbischof von Korhogo)
- Honoré Beugré Dakpa (seit 13. Mai 2023)

## Statistik
| Jahr | Bevölkerung | Bevölkerung | Bevölkerung | Priester   | Priester           | Priester         | Priester               | Ständige Diakone | Ordensleute | Ordensleute | Pfarreien |
| Jahr | Katholiken  | Einwohner   | %           | Gesamtzahl | Diözesan- priester | Ordens- priester | Katholiken je Priester | Ständige Diakone | männlich    | weiblich    | Pfarreien |
| ---- | ----------- | ----------- | ----------- | ---------- | ------------------ | ---------------- | ---------------------- | ---------------- | ----------- | ----------- | --------- |
| 1949 | 11.021      | 1.000.000   | 1,1         | 22         | 22                 |                  | 500                    |                  |             | 17          | 10        |
| 1970 | 26.329      | 642.343     | 4,1         | 40         | 8                  | 32               | 658                    |                  | 42          | 39          | 16        |
| 1980 | 28.900      | 312.000     | 9,3         | 27         | 5                  | 22               | 1.070                  |                  | 26          | 17          | 5         |
| 1990 | 37.170      | 354.500     | 10,5        | 26         | 8                  | 18               | 1.429                  |                  | 21          | 26          | 14        |
| 2000 | 48.935      | 498.000     | 9,8         | 29         | 14                 | 15               | 1.687                  |                  | 18          | 28          | 17        |
| 2006 | 52.124      | 547.251     | 9,5         | 41         | 32                 | 9                | 1.271                  |                  | 13          | 25          | 20        |
| 2021 | 107.187     | 999.245     | 10,7        | 51         | 43                 | 8                | 2.101                  |                  | 16          | 19          | 25        |